# アンダーワールドUSA
『アンダーワールドUSA』（原題 Blood's a Rover）は、ジェイムズ・エルロイが2009年に発表した小説で、『アメリカン・タブロイド』『アメリカン・デス・トリップ』に続く「アンダーワールドUSA三部作」の第3作にあたる。